# 東京文化資源会議
東京文化資源会議（とうきょうぶんかしげんかいぎ）は、東京都心北東部一帯を対象とした地域活性化の構想や企画の実施を目的とした任意団体。地域の大学、企業、NPOなどが参加し、文化資源を活用したプロジェクトや提言を行っている。

## 概要
内閣府、国土交通省、文化庁、大学、民間研究機関、企業などの専門家、実務者による東京文化資源区構想策定調査委員会の発展形として2015年に設立された。対象とする地域は谷根千（谷中・根津・千駄木）、根岸、上野、本郷、湯島、神田、神保町、秋葉原に至る半径2kmの範囲である。地域の特色ある文化資源の活用、そのための環境整備、地域特性に応じた対応策の3種類のテーマに合わせて各種のプログラムが実施されている。主な活動として上野を中心に文化エリアと都市エリアの交流を促進する「上野スクエア構想」、夜間における上野公園内施設の活用策を提案する「上野ナイトパーク構想」などがある。